# 巴薩諾-德爾格拉帕

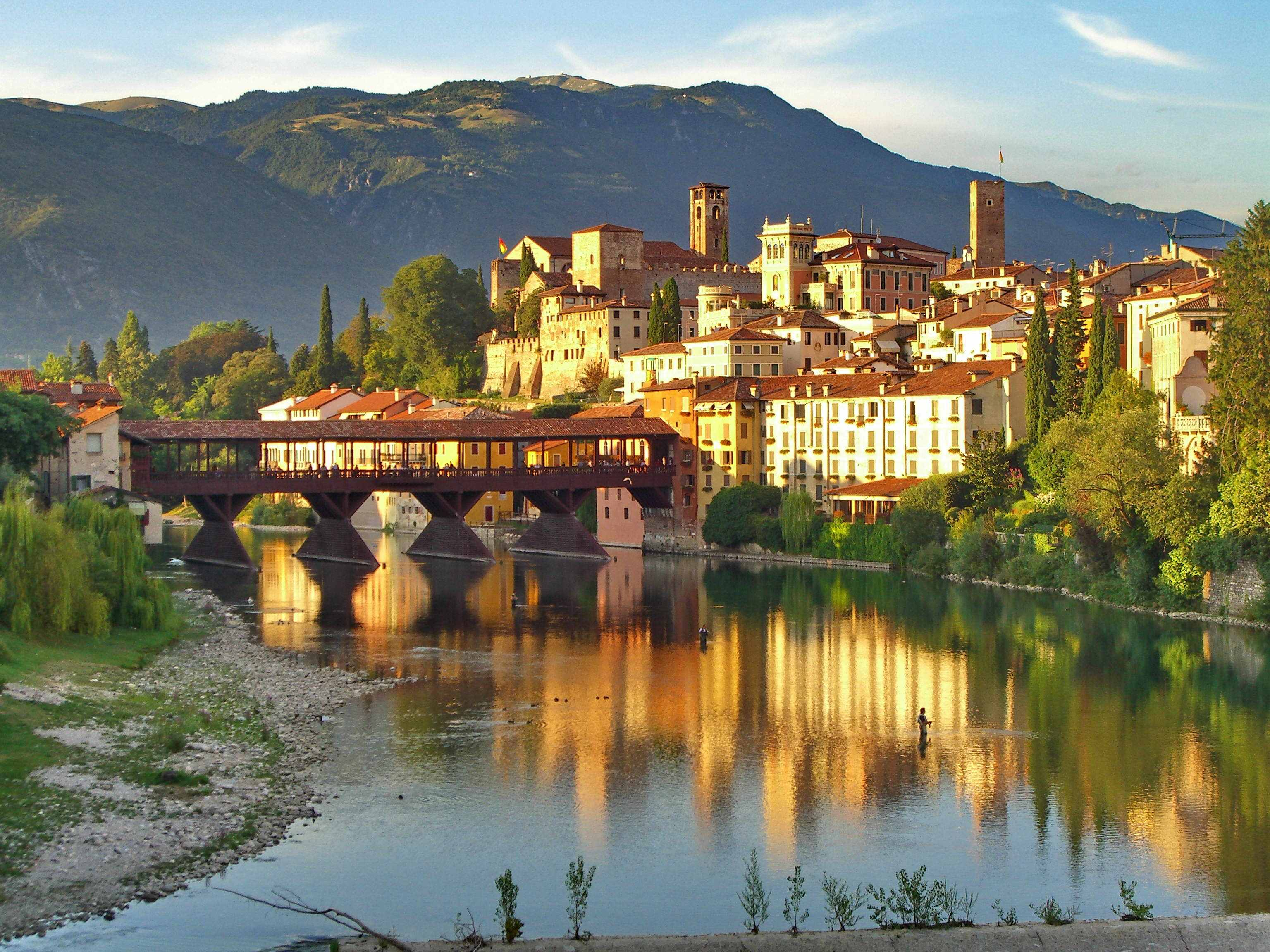
老橋 (巴薩諾)

巴薩諾-德爾格拉帕（義大利語：Bassano del Grappa，簡稱：巴薩諾），是意大利北部威尼托大区維琴察省的一個市镇，被卡索拉、马罗斯蒂卡、索拉尼亚、波韦德尔格拉帕、罗马诺德泽利诺、布伦塔河畔坎波隆戈、罗萨、卡尔蒂利亚诺及诺韦所包圍，部分相鄰市鎮實際上已經被納入到巴薩諾市區，整個大都市的人口大約70,000。
16世紀威尼斯派畫家雅各布·巴萨诺，本名雅各布·達蓬特（Jacopo Da Ponte），在該镇出生及生活，甚至將鎮名作为自己的姓氏。

## 友好城市
- 法國 瓦龙

## 外部連結
- Official website （页面存档备份，存于）
- Personal webpages about the network of tributaries and ditches connected to Brenta in Bassano